# Santa Maria degli Angeli e dei Martiri
Santa Maria degli Angeli e dei Martiri, vanligen benämnd Santa Maria degli Angeli, är en kyrkobyggnad och mindre basilika i Rom, helgad åt Jungfru Maria. Kyrkan är inbyggd i Diocletianus termers tepidarium och frigidarium vid Piazza della Repubblica i Rione Castro Pretorio och tillhör församlingen Santa Maria degli Angeli e dei Martiri. Den nuvarande kyrkan uppfördes på 1560-talet efter ritningar av Michelangelo och Giacomo del Duca.

## Titelkyrka
Santa Maria degli Angeli e dei Martiri är sedan år 1565 titelkyrka. Den nuvarande kardinalprästen är den svenske biskopen Anders Arborelius.
Kardinalpräster under 1900- och 2000-talet
- Anton Josef Gruscha (1891–1911)
- Gennaro Granito Pignatelli di Belmonte (1911–1915)
- Alfonso Maria Mistrangelo (1915–1930)
- Jean-Marie-Rodrigue Villeneuve (1933–1947)
- Vakant (1947–1953)
- Paul-Émile Léger (1953–1991)
- William Henry Keeler (1994–2017)
- Anders Arborelius (2017–)

## Bilder
| - Kyrkans grundplan. - Högkoret. - Den helige Bruno, utförd av Jean-Antoine Houdon. - Grundplan över Diocletianus termer. 1) caldarium, 2) tepidarium, 3) frigidarium, 4) natatio, 5) palaestrae, 6) entré, 7) exedra. |